# Mikár Zsigmond
Mikanesdi Mikár Zsigmond (Mikán, Mikár Zsigmond Sándor; Buttyin, 1826. ősz – Budapest, Józsefváros, 1906. április 29.) huszárkapitány, az 1848–1849. országos honvédegyletek központi bizottságának főjegyzője, magánzó.

## Élete
Atyja görögkeleti lelkész volt, aki az 1830-as évek közepén több községgel és fiával együtt a római katolikus unióhoz tért át. A gimnázium 8 osztályát Nagyváradon végezte, majd 1845-től önként a 9. huszárezredbe lépett. 1848 márciusában ezredével mint hadnagy Morvaországból hazajött és a horvát határra rendelték. 1849 elején lett főhadnagy, majd végigküzdötte az 1848–49-es forradalom és szabadságharcot. Mikán családi nevét ekkor Mikárra változtatta. A hadjárat után az aradi várba került, ahol besorozták az osztrák seregbe. 1850-ben ismét hadnagy lett és 1851 őszén Bécsben a hadsereg központi lovagló iskolájában töltötte hátralevő katonai pályáját, melytől 1853 végén megvált.
Ezután Londonban és Párizsban élt, majd 1858 februárjában hazatért. Ekkor az 1848–1849. honvédek ügyében fejtett ki nagy tevékenységet és az 1848–49. országos honvédegyletnek lett főjegyzője.
Halálát agyguta okozta. A Fiumei úti sírkertben nyugszik. 

## Házassága és leszármazottjai
1853. november 19-én Pesten feleségül vette az előkelő nemesi származású barkóci Rosty családból való barkóci Rosty Otília (*Pest, Szentistvánváros, 1829. július 25.–†Pest, 1874. november 17.) kisasszonyt, akinek a szülei barkóci Rosty Vince (1803–1857), táblabíró, ügyvéd, becsületbeli tanácsos és uradalmi tiszttartó Sümegen, valamint Kanicser Terézia (1805–1875) voltak. Az apai nagyszülei ifjabb barkóci Rosty Lajos (1769–1839) cs. kir. kapitány, úttörő a pezsgőkészítésben Magyarországban, és Khelbl Anna (1776–1823) voltak. Mikár Zsigmondné Rosty Otíliának az egyik leánytestvére barkóci Rosty Szidónia (1832–1883), akinek a férje Sekulits István (1810–1885) magyar honvéd ezredes az 1848–49-es szabadságharcban, hivatalnok volt. Mikár Zsigmond és Rosty Otília frigyéből született:
- Mikár Iván
- Mikár Kálmán. Felesége: Bozsenik Anna.
- Mikár Olga
- Mikár Paula
- Mikár Jolán
- Mikár Aladár

## Művei
- Honvéd Schematismus, vagy is: az 1848–49-ki honvédségből 1868-ban még életben volt főtisztek névkönyve. Kiadta Bakó Farkas. Pest, 1869.
- Honvéd-Névkönyv. Az 1848–49. honvédseregnek 1890-ben még életben volt tagjairól. Budapest, 1891. (30,000 élő honvéd névjegyzéke).